# Slovenska republiška liga 1984-1985
La Slovenska republiška nogometna liga 1984./85. (it. "Campionato calcistico della Repubblica di Slovenia 1984-85") fu la trentasettesima edizione del campionato della Repubblica Socialista di Slovenia. Era uno dei gironi delle Republičke lige 1984-1985, terzo livello della piramide calcistica jugoslava.
Il campionato venne vinto dal Koper, al suo primo titolo nella slovenia repubblicana.

Questo successo diede ai giallo-blu la promozione diretta in Druga Liga 1985-1986.
Il capocannoniere del torneo fu Miloš Breznikar, del Rudar Trbovlje, con 27 reti.

## Squadre partecipanti
| Squadra    | Città           | Stagione 1983-84 | Stagione 1983-84   |
| Squadra    | Città           | Pos.             | Divisione          |
| ---------- | --------------- | ---------------- | ------------------ |
| Slovan     | Lubiana         | 18°              | Druga liga Ovest   |
| Rudar (Ve) | Velenje         | 2°               | Slovenska liga     |
| Rudar (Tr) | Trbovlje        | 3º               | Slovenska liga     |
| Koper      | Capodistria     | 4°               | Slovenska liga     |
| Kovinar    | Maribor         | 5°               | Slovenska liga     |
| Železničar | Maribor         | 6º               | Slovenska liga     |
| Mura       | Murska Sobota   | 7º               | Slovenska liga     |
| Triglav    | Kranj           | 8°               | Slovenska liga     |
| Vozila     | Nova Gorica     | 9°               | Slovenska liga     |
| Kladivar   | Celje           | 10°              | Slovenska liga     |
| Izola      | Isola d'Istria  | 11°              | Slovenska liga     |
| Šmartno    | Šmartno ob Paki | 12°              | Slovenska liga     |
| Ilirija    | Lubiana         | 1°               | Območna liga Ovest |
| Brežice    | Brežice         | 1°               | Območna liga Est   |

## Classifica
|                      | Pos. | Squadra            | Pt | G  | V  | N | P  | GF | GS | DR  |
| -------------------- | ---- | ------------------ | -- | -- | -- | - | -- | -- | -- | --- |
|                      | 1.   | Koper              | 42 | 26 | 17 | 8 | 1  | 43 | 18 | +25 |
|                      | 2.   | Rudar Trbovlje     | 41 | 26 | 18 | 5 | 3  | 51 | 17 | +34 |
|                      | 3.   | Slovan Lubiana     | 36 | 26 | 14 | 8 | 4  | 55 | 22 | +33 |
|                      | 4.   | Vozila             | 27 | 26 | 12 | 3 | 11 | 43 | 38 | +5  |
|                      | 5.   | Kovinar Maribor    | 27 | 26 | 10 | 7 | 9  | 27 | 22 | +5  |
|                      | 6.   | Triglav            | 26 | 26 | 11 | 4 | 11 | 39 | 42 | −3  |
|                      | 7.   | Železničar Maribor | 23 | 26 | 8  | 7 | 11 | 25 | 26 | −1  |
|                      | 8.   | Rudar Velenje      | 23 | 26 | 8  | 7 | 11 | 38 | 48 | −10 |
|                      | 9.   | Kladivar Celje     | 23 | 26 | 8  | 7 | 11 | 37 | 47 | −10 |
|                      | 10.  | Mura               | 22 | 26 | 7  | 8 | 11 | 43 | 45 | −2  |
|                      | 11.  | Ilirija            | 20 | 26 | 6  | 8 | 12 | 31 | 44 | −13 |
|                      | 12.  | Izola              | 19 | 26 | 7  | 5 | 14 | 37 | 52 | −15 |
|                      | 13.  | Brežice            | 19 | 26 | 8  | 3 | 15 | 22 | 59 | −37 |
|                      | 14.  | Šmartno ob Paki    | 16 | 26 | 5  | 6 | 15 | 34 | 51 | −17 |
| Fonte: sportsport.ba |      |                    |    |    |    |   |    |    |    |     |

Legenda:
      Promosso in Druga Liga 1985-1986.
      Retrocesso nella divisione inferiore.
Note:
Due punti a vittoria, uno a pareggio, zero a sconfitta.

## Divisione inferiore
| Girone                                                                  | Vincitore | 2º posto       | 3º posto    |
| ----------------------------------------------------------------------- | --------- | -------------- | ----------- |
| Območna liga Ovest                                                      | Domžale   | ŽNK Lubiana    | Stol Kamnik |
| Območna liga Est                                                        | Aluminij  | Elkroj Mozirje | Steklar     |
| In grassetto le squadre promosse in Slovenska republiška liga 1985-1986 |           |                |             |